# Rheumaptera hecate
Rheumaptera hecate là một loài bướm đêm trong họ Geometridae.